# Mychajło Dianow
Mychajło Ołeksandrowycz Dianow (ukr. Михайло Олександрович Діанов, ps. Мішаня, Miszanja, ur. 1 maja 1980 na Ukrainie) – ukraiński żołnierz, starszy sierżant, od 13 kwietnia 2022 r. p.o. dowódcy 36 Samodzielnej Brygady Piechoty Morskiej. Uczestnik wojny rosyjsko-ukraińskiej, uczestnik obrony Mariupola. Honorowy obywatel miasta Tarnopol (2022).

## Życiorys
Mychajło Dianow urodził się 1 maja 1980 roku w Tarnopolu.
Absolwent Szkoły Muzycznej nr 1 im. Wasyla Barwińskiego w Tarnopolu (klasa fortepianu), Szkoły Zawodowo-Technicznej nr 11 w Tarnopolu.
Razem z przyjaciółmi zorganizowali swój zespół Osobystyj pidpys (ukr. Особистий підпис).

### Wojna rosyjsko-ukraińska
Od 2015 roku uczestnik wojny rosyjsko-ukraińskiej. Podpisał pierwszy kontrakt z 79 Samodzielną Brygadą Desantowo-Szturmową, w której przebywał przez rok i wrócił na wakacje do Tarnopola.
Następnie został żołnierzem batalionu piechoty morskiej 36 Samodzielnej Brygady Piechoty Morskiej. W maju 2022 roku specjalna jednostka Gwardii Narodowej Ukrainy „Azow” opublikowała na swoim kanale Telegram zdjęcie rannych bojowników z „Azowstali”, wśród których jest także Mychajło Dianow. W oddziale miał znak wywoławczy „Miszania” (ukr. Мішаня).
21 września 2022 został zwolniony z niewoli, wrócił bardzo wychudzony z powodu niedożywienia i ran. Kość ramienia była złamana i nie zrosła się, brakowało 4 cm kości. Z taką raną walczył dalej.
Ukraińcy przekazali 23 mln. 430 tys. hrywien na leczenie Mychajła Dianowa. Jednak wydatki na leczenie Mychajła, formalności i znalezienie lekarzy poniósł klub piłkarski Szachtar Donieck. Dlatego postanowił skierować wszystkie zebrane fundusze do swoich rannych kolegów.

## Nagrody
- Order „Za odwagę” III stopnia (19 kwietnia 2022)  – „za osobistą odwagę i bezinteresowne działania okazywane w obronie suwerenności państwa i integralności terytorialnej Ukrainy, lojalność wobec przysięga wojskowa”[7].
- Honorowy obywatel miasta Tarnopola (2022)[8].
- Odznaka „Uczestnik ATO”.
- Odznaka „Za wzorową służbę wojskową III stopnia”.
- Odznaka „Za wzorową obsługę”.